# Молодіжний чемпіонат Європи з футболу 2015
Чемпіонат Європи з футболу 2015 серед молодіжних команд — міжнародний футбольний турнір під егідою УЄФА серед молодіжних збірних команд країн зони УЄФА. Переможцем турніру стала молодіжна збірна команда Швеції, яка у фіналі перемогла молодіжну збірну Португалії по пенальті 4:2.
Чемпіонат Європи був відбором до літніх Олімпійських ігор 2016 на які кваліфікувались збірні: Данії, Німеччини, Португалії та Швеції.

## Формат
У відбірному турнірі беруть участь представники всіх асоціацій-членів УЄФА. Спочатку вони змагаються на груповому етапі, після чого переможці груп та заздалегідь визначена кількість команд, що посіли другі місця, сперечаються в матчах плей-оф за сім путівок до фіналу. Господарі вирішального раунду отримують там місце автоматично.
У рамках фінального турніру учасники розбиваються на дві групи, по дві найкращі команди з котрих виходять до півфіналу. Якщо турнір проводиться напередодні літніх Олімпійських ігор, то він одночасно вважається їх кваліфікацією.

## Регламент
Регламент чемпіонату Європи серед молоді до 21 року був розроблений адміністрацією УЄФА, потім погоджений з Комітетом національних збірних, а далі переданий на затвердження Виконавчого комітету УЄФА.
У молодіжному чемпіонаті Європи-2015 можуть брати участь гравці, народжені після 1 січня 1992 року включно.

## Учасники
| Збірна     | Попередні турніри                                                                                         |
| ---------- | --- |
| Чехія      | 11 (1978, 1980, 1988, 1990, 1992, 1994, 1996, 2000, 2002, 2007, 2011)                                     |
| Данія      | 5 (1978, 1986, 1992, 2006, 2011)                                                                          |
| Англія     | 12 (1978, 1980, 1982, 1984, 1986, 1988, 2000, 2002, 2007, 2009, 2011, 2013)                               |
| Німеччина  | 11 (1982, 1984, 1988, 1990, 1992, 1996, 1998, 2004, 2006, 2009, 2013)                                     |
| Італія     | 17 (1978, 1980, 1982, 1984, 1986, 1988, 1990, 1992, 1994, 1996, 2000, 2002, 2004, 2006, 2007, 2009, 2013) |
| Португалія | 6 (1994, 1996, 2002, 2004, 2006, 2007)                                                                    |
| Сербія     | 8 (1978, 1980, 1984, 1990, 2004, 2006, 2007, 2009)                                                        |
| Швеція     | 6 (1986, 1990, 1992, 1998, 2004, 2009)                                                                    |

## Міста та стадіони
| Прага                                                               | Прага                                                                      | Оломоуц                                                              | Угерске Градіште                                                        |
| ------------------------------------------------------------------- | -------------------------------------------------------------------------- | -------------------------------------------------------------------- | ----------------------------------------------------------------------- |
| «Еден»                                                              | Дженералі Арена                                                            | «Андрув»                                                             | Стадіон Мирослав Валента                                                |
| 50°4′3″ пн. ш. 14°28′18″ сх. д. / 50.06750° пн. ш. 14.47167° сх. д. | 50°5′59.3″ пн. ш. 14°24′57.3″ сх. д. / 50.099806° пн. ш. 14.415917° сх. д. | 49°36′0″ пн. ш. 17°14′54″ сх. д. / 49.60000° пн. ш. 17.24833° сх. д. | 49°3′56″ пн. ш. 17°28′17.3″ сх. д. / 49.06556° пн. ш. 17.471472° сх. д. |
| Місткість: 20,800                                                   | Місткість: 19,784                                                          | Місткість: 12,566                                                    | Місткість: 8,121                                                        |
|                                                                     |                                                                            |                                                                      |                                                                         |

## Судді
- Клеман Тюрпен
- Анастасіос Сідіропулос
- Данні Маккелі
- Шимон Марциняк
- Сергій Карасьов
- Хав'єр Естрада Фернандес

## Жеребкування
Жеребкування фінального турніру відбулося 6 листопада 2014 року в Clarion Congress Hotel в Празі.
Як і в попередніх турнірах, ігри в кожній групі будуть проведені тільки на двох стадіонах. Крім того, фіналісти були розділені на три кошики, на основі середнього балу за гру у відбірковому турнірі у кожній групі. Чехія, як приймаюча країна, була посіяна першою автоматично.
| Кошик 1                                    | Кошик 2              | Кошик 3                                |
| ------------------------------------------ | -------------------- | -------------------------------------- |
| - Чехія (сіяна в A1) - Англія (сіяна в B1) | - Італія - Німеччина | - Португалія - Данія - Швеція - Сербія |

## Груповий етап
На першому етапі вісім команд, розділені на дві групи по чотири команди, де кожна команда гратиме одну гру проти будь-якої іншої команди у своїй групі. За перемогу команди отримають три очки, за нічию — одне очко і за поразку — жодного очка. Команди, що зайняли перше і друге місце у своїх групах, здобудуть право виступати у півфіналі.

### Група A
| Команда     | І | В | Н | П | ЗМ | ПМ | РМ | О |
| ----------- | - | - | - | - | -- | -- | -- | - |
| 1 Данія     | 3 | 2 | 0 | 1 | 4  | 4  | 0  | 6 |
| 2 Німеччина | 3 | 1 | 2 | 0 | 5  | 2  | +3 | 5 |
| 3 Чехія     | 3 | 1 | 1 | 1 | 6  | 3  | +3 | 4 |
| 4 Сербія    | 3 | 0 | 1 | 2 | 1  | 7  | −6 | 1 |

| 17 червня 2015 18:00 |

| Чехія          | 1–2      | Данія                    |
| -------------- | -------- | ------------------------ |
| Кадержабек 35' | Протокол | Вестергорд 56' Сісто 84' |

| «Еден», Прага Глядачів: 15,987 Арбітр: Шимон Марциняк |

| 17 червня 2015 20:45 |

| Німеччина | 1–1      | Сербія      |
| --------- | -------- | ----------- |
| Джан 17'  | Протокол | Джуричич 8' |

| Дженералі Арена, Прага Глядачів: 5,490 Арбітр: Хав'єр Естрада Фернандес |

| 20 червня 2015 18:00 |

| Сербія | 0–4      | Чехія                           |
| ------ | -------- | ------------------------------- |
|        | Протокол | Климент 7', 21', 56' Фрідек 59' |

| Дженералі Арена, Прага Глядачів: 16,253 Арбітр: Клеман Тюрпен |

| 20 червня 2015 20:45 |

| Німеччина                   | 3–0      | Данія |
| --------------------------- | -------- | ----- |
| Фолланд 32', 48' Гінтер 53' | Протокол |       |

| «Еден», Прага Глядачів: 13,268 Арбітр: Сергій Карасьов |

| 23 червня 2015 20:45 |

| Чехія       | 1–1      | Німеччина |
| ----------- | -------- | --------- |
| Крейчий 66' | Протокол | Шульц 55' |

| «Еден», Прага Глядачів: 18,068 Арбітр: Данні Маккелі |

| 23 червня 2015 20:45 |

| Данія               | 2–0      | Сербія |
| ------------------- | -------- | ------ |
| Фальк 21' Фішер 47' | Протокол |        |

| Дженералі Арена, Прага Глядачів: 4,297 Арбітр: Анастасіос Сідіропулос |

### Група В
| Команда      | І | В | Н | П | ЗМ | ПМ | РМ | О |
| ------------ | - | - | - | - | -- | -- | -- | - |
| 1 Португалія | 3 | 1 | 2 | 0 | 2  | 1  | +1 | 5 |
| 2 Швеція     | 3 | 1 | 1 | 1 | 3  | 3  | 0  | 4 |
| 3 Італія     | 3 | 1 | 1 | 1 | 4  | 3  | +1 | 4 |
| 4 Англія     | 3 | 1 | 0 | 2 | 2  | 4  | −2 | 3 |

| 18 червня 2015 18:00 |

| Італія             | 1–2      | Швеція                             |
| ------------------ | -------- | ---------------------------------- |
| Берарді 29' (пен.) | Протокол | Гвідетті 56' Кісе Телін 86' (пен.) |

| «Андрув», Оломоуц Глядачів: 6,719 Арбітр: Анастасіос Сідіропулос |

| 18 червня 2015 20:45 |

| Англія | 0–1      | Португалія     |
| ------ | -------- | -------------- |
|        | Протокол | Жуан Маріу 57' |

| «Мирослав Валента», Угерске Градіште Глядачів: 7,167 Арбітр: Данні Маккелі |

| 21 червня 2015 18:00 |

| Швеція | 0–1      | Англія      |
| ------ | -------- | ----------- |
|        | Протокол | Лінгард 85' |

| «Андрув», Оломоуц Глядачів: 11,257 Арбітр: Хав'єр Естрада Фернандес |

| 21 червня 2015 20:45 |

| Італія | 0–0      | Португалія |
| ------ | -------- | ---------- |
|        | Протокол |            |

| «Мирослав Валента», Угерске Градіште Глядачів: 7,085 Арбітр: Шимон Марциняк |

| 24 червня 2015 20:45 |

| Англія        | 1–3      | Італія                       |
| ------------- | -------- | ---------------------------- |
| Редмонд 90+3' | Протокол | Белотті 25' Бенассі 27', 72' |

| «Андрув», Оломоуц Глядачів: 11,563 Арбітр: Сергій Карасьов |

| 24 червня 2015 20:45 |

| Португалія    | 1–1      | Швеція       |
| ------------- | -------- | ------------ |
| Пасіенсія 82' | Протокол | Тібблінг 89' |

| «Мирослав Валента», Угерске Градіште Глядачів: 7,263 Арбітр: Клеман Тюрпен |

## Півфінали
| 27 червня 2015 18:00 |

| Португалія                                                       | 5–0      | Німеччина |
| ---------------------------------------------------------------- | -------- | --------- |
| Б. Сілва 25' Рікарду 33' Кавалейру 45+1' Жуан Маріу 46' Орта 71' | Протокол |           |

| «Андрув», Оломоуц Глядачів: 9,876 Арбітр: Анастасіос Сідіропулос |

| 27 червня 2015 21:00 |

| Данія   | 1–4      | Швеція                                                       |
| ------- | -------- | ------------------------------------------------------------ |
| Бех 63' | Протокол | Гвідетті 23' (пен.) Тібблінг 26' Квайсон 83' Гільємарк 90+5' |

| Дженералі Арена, Прага Глядачів: 9,834 Арбітр: Сергій Карасьов |

## Фінал
| 30 червня 2015 20:45 |

| Швеція | 0–0      | Португалія |
| ------ | -------- | ---------- |
|        | Протокол |            |

| «Еден», Прага Глядачів: 18,867 Арбітр: Шимон Марциняк |

|                                                          |       | Пенальті                                          |  |
| Гвідетті · Кісе Телін · Аугустінссон · Халілі · Лінделеф | 4 – 3 | Пасіенсія · То Зе · Есгаю · Жуан Маріу · Карвалью |  |

| Швеція | Португалія |

| ВР            | 1  | Патрік Карлгрен      |      |      |
| ЗХ            | 2  | Віктор Лінделеф      | 112' |      |
| ЗХ            | 3  | Александер Милошевич |      |      |
| ЗХ            | 4  | Філіп Геландер       |      | 46'  |
| ЗХ            | 5  | Людвіг Аугустінссон  |      |      |
| ПЗ            | 7  | Оскар Гільємарк (к)  |      |      |
| ПЗ            | 6  | Оскар Левицкі        |      |      |
| ПЗ            | 8  | Абдул Халілі         |      |      |
| ПЗ            | 16 | Сімон Тібблінг       |      | 66'  |
| НП            | 10 | Йон Гвідетті         |      |      |
| НП            | 11 | Ісаак Кісе Телін     |      |      |
| Заміни:       |    |                      |      |      |
| ЗХ            | 17 | Джозеф Баффо         | 46'  | 110' |
| ПЗ            | 20 | Робін Квайсон        |      | 66'  |
| Тренер:       |    |                      |      |      |
| Гокан Еріксон |    |                      |      |      |

| ВР        | 1  | Жозе Са             |  |     |
| ЗХ        | 2  | Рікарду Есгаю       |  |     |
| ЗХ        | 4  | Паулу Олівейра      |  |     |
| ЗХ        | 3  | Тьягу Ілорі         |  |     |
| ЗХ        | 5  | Рафаел Геррейру     |  |     |
| ПЗ        | 6  | Вільям Карвалью     |  |     |
| ПЗ        | 23 | Жуан Маріу          |  |     |
| ПЗ        | 10 | Бернардо Сілва      |  |     |
| ПЗ        | 8  | Сержіу Олівейра (к) |  | 54' |
| ПЗ        | 21 | Рікарду Перейра     |  | 70' |
| ПЗ        | 18 | Іван Кавалейру      |  | 61' |
| Заміни:   |    |                     |  |     |
| ПЗ        | 20 | То Зе               |  | 54' |
| НП        | 11 | Юрі Медейруш        |  | 61' |
| НП        | 9  | Гонсалу Пасіенсія   |  | 70' |
| Тренер:   |    |                     |  |     |
| Руй Жорже |    |                     |  |     |

| Помічники арбітра: Павел Сокольницький (Польща) Томаш Лісткевич (Польща) Четвертий арбітр: Клеман Тюрпен (Франція) Додаткові помічники арбітра: Павел Рачковський (Польща) Томаш Мусял (Польща) |

| Чемпіон Європи 2015 |
| ------------------- |
| Швеція 1-й титул    |

## Збірна турніру
| Позиція      | Гравець          |
| ------------ | ---------------- |
| Воротар      | Жозе Са          |
| Захисники    | Віктор Лінделеф  |
| Захисники    | Філіп Геландер   |
| Захисники    | Яннік Вестергорд |
| Захисники    | Рафаел Геррейру  |
| Півзахисники | Вільям Карвалью  |
| Півзахисники | Оскар Левицкі    |
| Півзахисники | Натан Редмонд    |
| Півзахисники | Бернардо Сілва   |
| Півзахисники | Іван Кавалейру   |
| Нападник     | Кевін Фолланд    |